# طرخشقون كاليفورني
طرخشقون كاليفورني (الاسم العلمي:Taraxacum californicum) هو نوع من النباتات يتبع جنس الطرخشقون من الفصيلة النجمية.